# 孫河駅 (開城特別市)
孫河駅（ソナえき）は、朝鮮民主主義人民共和国開城特別市にある朝鮮民主主義人民共和国鉄道省平釜線の駅である。京義線の連結事業により新設されたが、2007年の列車試運転時に使われたのみで今日に至るまで当駅に停まる定期列車は運行されていない。

## 歴史
- 2000年6月15日 - 第1回南北閣僚級会談で、北朝鮮と韓国が京義線の分断区間の再連結に合意。
- 2002年9月18日 - 軍事境界線区間工事着工。
- 2003年
  - 6月14日 - 京義線・東海線連結式。
  - 12月31日 - 韓国側の区間工事完了。
- 2006年 - 開通予定だったが、北朝鮮の反対により延期。
- 2007年5月17日 - 開通と共に、南北鉄道連結区間の列車試験運行。

## 隣の駅
朝鮮民主主義人民共和国鉄道省
平釜線
開城駅 - 孫河駅 - 鳳東駅